# 中泊町立武田小学校
中泊町立武田小学校（なかどまりちょうりつ たけだしょうがっこう）は、青森県北津軽郡中泊町富野にある公立小学校。児童数は73人（2022年現在）。

## 概要
旧中里町の一部を学区とする。主な進学先は、学区内の中泊町立中里中学校である。

## 沿革
- 1877年（明治10年）
  - 4月6日 - 現在の般若寺の一部を借りて、富野小学として開校する[2]。
  - 11月19日 - 今与兵衛宅を借用、校舎移転。
- 1878年（明治11年）
  - 日付不明 - 富野簡易小学校と改称。
  - 5月29日 - 校舎新築。
- 1885年（明治18年）8月8日 - 田茂木小、豊岡小を統合する。
- 1887年（明治20年）4月1日 - 小学校令により、富野尋常小学校と改称。
- 1901年（明治34年）6月1日 - 長泥分教場を設置する。（1948年（昭和23年）10月19日まで設置。長泥小として独立する。）
- 1925年（大正14年）3月31日 - 高等科を併置し、武田尋常高等小学校と改称。
- 1932年（昭和7年）5月16日 - 下長泥分教場を設置する。（1948年（昭和23年）10月19日まで設置。長泥小下長泥分校として独立。1951年（昭和26年）9月1日に若宮小となる。）
- 1937年（昭和12年）12月 - 協和分校を設置する。
- 1941年（昭和16年）4月1日 - 国民学校令により、武田国民学校と改称。
- 1947年（昭和22年） - 学校教育法(旧法)により、武田村立武田小学校と改称。
- 1955年（昭和30年）
  - 2月14日 - 開拓地季節分校設置。
  - 3月1日 - 武田村が中里町に合併されたことにより、中里町立武田小学校と改称。
  - 4月1日 - 開拓地季節分校が、協和分校として、通年制分校となる。
- 1956年（昭和31年）7月16日 - 協和分校が、大字田茂木字若宮176番地に移転。
- 1963年（昭和38年）2月 - 大字富野字千歳305番1号（現在地）に新校舎完成。
- 1964年（昭和39年）9月 - 完全給食実施。
- 1967年（昭和42年）7月 - 創立90周年式典挙行。
- 1968年（昭和43年）5月16日 - 9時48分頃に発生した十勝沖地震により、校舎に被害が生じ、工事費162万円で修理する。
- 1969年（昭和44年） - ゴミ焼却炉、野球バックネットを設置する。
- 1970年（昭和45年） - 中庭構築整備に着手。
- 1971年（昭和46年）
  - 5月 - 中庭完成。
  - 8月 - 各教室の窓の庇を撤去する。
- 1972年（昭和47年）7月 - 子どもの遊び場に井沼氏寄贈の花木植栽する。
- 1973年（昭和48年）6月 - 相撲の土俵を造った。
- 1974年（昭和49年）6月 - 円形回旋塔、傘型登り棒を設置。
- 1975年（昭和50年）
  - 3月 - 校旗制作。
  - 6月 - 4連式ブランコ設置。
- 1976年（昭和51年）9月 - 鉄棒設置。
- 1977年（昭和52年）8月 - 創立100周年式典挙行し、諸施設整備実施。
- 1979年（昭和54年）6月 - 中庭の芝生完成。
- 1983年（昭和58年）
  - 5月26日 - 12時頃に発生した日本海中部地震により、校舎が使用不可となる。
  - 6月10日 - この日から、校舎が新築されるまで、公民館（2学年・3学年）や農協倉庫（1学年と4～6学年）を借りて、分散授業を行った。
  - 7月21日 - それぞれの場所で第1学期の終業式を行った。
  - 7月22日 - プレハブの仮校舎工事が始まる。
  - 8月20日 - プレハブの仮校舎が完成する。
  - 8月21日 - プレハブ仮校舎に教具を搬入する。
  - 8月22日 - プレハブ仮校舎で、第2学期の始業式を行う。
  - 9月1日 - 学校給食が、給食センタ－に吸収される。
  - 10月15日 - 旧校舎解体が始まる。
  - 11月8日 - 旧校舎解体完了する。
  - 12月3日 - 新校舎建築基礎工事始まる（起工式）。
- 1984年（昭和59年）
  - 10月1日 - 新校舎へ移転する。
  - 10月25日 - 新校舎落成式を挙行し、学区民がステ－ジ幕を寄贈した。
- 1985年（昭和60年）
  - 5月22日 - この日から23日にかけて、グラウンド整備作業実施。
  - 5月28日 - 植樹祭（校舎の周りに、桜、ナナカマド、ウメモドキ、黒松を植える）開催。
- 1986年（昭和61年）
  - 6月 - グラウンドに芝生の種を蒔く。
  - 10月13日 - ジャングルジムを設置する。
- 1987年（昭和62年）
  - 4月30日 - 二連式シ－ソ－を設置する。
  - 6月6日 - 創立110周年記念式典挙行し、学区民よりピアノが寄贈された。
- 1988年（昭和63年）4月27日 - 鉄棒、山型雲梯を設置する。
- 1989年（平成元年）4月11日 - 環境整備（イチョウ、桜を植樹）を行った。
- 1991年（平成3年）
  - 5月22日 - 土俵づくり開始。
  - 7月12日 - 相撲場落成式典挙行し、部落対抗相撲・綱引大会開催。
- 1993年（平成5年）
  - 7月31日 - この日から9月27日まで、校地内に教員住宅1棟建築工事実施。
  - 9月10日 - 建設省（現:国土交通省）堤防整備事業によるグラウンドの一部買収に伴うグラウンド改修作業開始。
- 1997年（平成9年）
  - 4月1日 - 協和分校が閉校となり、中里小学校へ統合する（長泥小、若宮小も同様に統合となる。）。
  - 4月6日 - 創立120周年を迎える。
- 1999年（平成11年）5月20日 - この日から6月上旬まで、グラウンド整備（トラック、ソフトボ－ル練習場）実施。
- 2000年（平成12年）9月29日 - この日から10月2日まで、野球場のマウンド整備とブルペン設置。
- 2001年（平成13年）6月8日 - 100mトラックと幅跳び走路造成。
- 2002年（平成14年）4月1日 - 特殊学級｢ひまわり学級｣が設置され、7学級となる。
- 2003年（平成15年）
  - 5月6日 - こいのぼり支柱建て替え。
  - 5月7日 - この日から12日まで、野球場マウンド補修。
- 2004年（平成16年）
  - 4月8日 - 町福祉課により、学童保育「風の子クラブ」開設。
  - 10月23日 - 「頌徳の碑」台座補修。
- 2005年（平成17年）
  - 3月28日 - 中里町と小泊村との合併による中泊町発足により、中泊町立武田小学校と改称。
  - 6月28日 - 校門の校名の表札取り替え。
- 2006年（平成18年）
  - 1月17日 - この日から19日まで、校舎西側軒天井一部補修。
  - 1月25日 - 学習支援システム事業イントラネット基盤施設整備。

## 学区
芦野、田茂木、富野、福浦、豊岡、豊島。

## 周辺
- 桜づつみ公園
- 猿賀神社(中泊町)
- 岩木川[3]
- 青森県道197号神原中里線

## アクセス
- 津軽鉄道線
  - 大沢内駅から、徒歩で約2.5km・約40分。
  - 津軽中里駅から、車で約5.3km・約10分。
- 中泊町役場から、車で約5.3km・約10分。

## 参考資料
- 『青森県教育史 別巻』（青森県教育委員会・1973年12月20日発行）800頁｢学校沿革 小学校 武田小学校｣（協和分校の沿革も出典は同じ）